# Dingolshausen
Dingolshausen ist eine Gemeinde im unterfränkischen Landkreis Schweinfurt sowie Mitglied der Verwaltungsgemeinschaft Gerolzhofen.

## Geografie
Dingolshausen liegt am Fuße des nördlichen Steigerwald in einer Senke an der Volkach.

### Gemeindegliederung
Es gibt vier Gemeindeteile (in Klammern ist der Siedlungstyp angegeben):
- Bischwind (Pfarrdorf)
- Dingolshausen (Pfarrdorf)
- Mittelmühle (Einöde)
- Volkachsmühle (Einöde)

### Nachbargemeinden
Anrainer sind im Westen das Mittelzentrum Gerolzhofen, östlich die Gemeinde Michelau im Steigerwald sowie die Gemeinde Sulzheim mit ihrem Gemeindeteil Vögnitz im Nordwesten und die Gemeinde Donnersdorf im Nordosten. Durch einen Ausläuferkamm des gemarkungsfreien Naturparks Steigerwald getrennt grenzt im Süden indirekt die Gemeinde Oberschwarzach an. Dazwischen befindet sich nur die Waldesruh.
Die nächsten Oberzentren sind Schweinfurt (~20 km), Bamberg (~40 km) und Würzburg (~40 km).

## Geschichte
Der Gemeindeteil Dingolshausen hatte im hohen Mittelalter größere Bedeutung als Sitz eines Schloss- und eines Amtshofs. Die niederadelige Familie des Ritters Konrad von Dingolshausen (mit seiner Tochter Sotheu) hatte um 1186 Besitz im Leinachtal. Bis 1345 fand einmal jährlich ein Markt statt.

### Chronik
Dingolshausen wurde 1165 erstmalig urkundlich erwähnt. 1243 das Hochstift Würzburg trat als Dorfherrschaft in Erscheinung. Ab 1312 war das Dorf bereits eine Pfarrei (vorher Filiale von Oberschwarzach) Das Kloster Ebrach hat ab 1340 Bezirksrechte im Dorf. Im Jahr 1345 fand die Verlegung des Marktes von Dingolshausen nach Gerolzhofen statt. Von 1407 bis 1536 waren die Ritter von Lichtenstein im Ort ansässig. Im Jahr 1427 trat das Herrengeschlecht der Fuchs von Bimbach mit drei Söldengütern als Lehen in Erscheinung. Die Geschlechter Heßberg und von Rieneck waren 1536 ansässig Der Gemeinde Dingolshausen wurde 1561 ein Wappen verliehen. Es zeigt einen Rebstock mit zwei Weintrauben Fürstbischof Julius Echter ließ 1597 den Kirchturm neu aufbauen. 
Die Schweden fielen 1631 in Franken und auch in Dingolshausen ein. Über 30 Wohnhäuser wurden bei der Brandschatzung Opfer der Flammen. Neben der Kirche wurde 1738 ein Rathaus gebaut und später darin ein Schulsaal eingerichtet. Im Jahr 1796 fanden erneut Plünderungen und Brandschatzungen in Dingolshausen, diesmal durch napoleonische Truppen statt. Daneben mussten Natural- und Geldleistungen erbracht werden. Die Gemeindeschmiede wurde 1811 für 1.255 Gulden als Beitrag zur Bezahlung der deutschen Kriegsschulden verkauft.
Das Armenhaus wurde 1863 errichtet. Die Kosten beliefen sich auf 7.100 Gulden. 1910 diente das Gebäude als Kindergarten sowie zur ambulanten Krankenpflege. Die Freiwillige Feuerwehr Dingolshausens wurde 1874 gegründet. 1895 ein Blitz schlug in die Kirchturmspitze ein und setzte diese in Brand.
Im Haus von Johann Loos wurde 1903 die erste Posthilfsstelle eingerichtet. Dingolshausen erhielt im Jahr 1909 eine öffentliche Telefonstelle mit Telegrafendienst und 1910 bekam die Gemeinde eine hauptamtliche Poststelle. Im Jahr 1912 wurde der Ort an die elektrische Stromversorgung angeschlossen. In den Jahren 1914 bis 1918 starben 16 Dingolshauser Soldaten im Ersten Weltkrieg. Im Jahr 1930 betrieben 62 der 95 örtlichen Haushalte Landwirtschaft. Im Zweiten Weltkrieg (1939 bis 1945) fielen 38 Dingolshauser. Die Gemeinde wurde ab 1945 von den amerikanischen Streitkräften besetzt.
In der Zeit 1954 bis 1957 wurde Dingolshausen an die Wasserversorgung und Kanalisation angeschlossen.
In den Jahren 1957 bis 1965 fand eine Flurbereinigung statt. Die Straße Gerolzhofen–Michelau wurde vom Freistaat Bayern 1959 ausgebaut. Die Freiwillige Feuerwehr bekam 1969 ihr erstes Löschfahrzeug. 1971 wurde die Turnhalle und mit angeschlossenem Sportheim in Dingolshausen gebaut. Der Neubau der Pfarrkirche St. Laurentius fand 1972 statt. Im Jahr 1974 fand der Bau des Kindergartens, sowie die Fertigstellung der Turnhalle mit Sportheim, Restkanalisation und Anschluss an die Kläranlage der Stadt Gerolzhofen statt. Im gleichen Jahr wurde die Schwesternstation aufgelöst. Dingolshausen wurde im Jahre 1978 an die Fernwasserversorgung Franken angeschlossen. Das Feuerwehrhaus wurde 1979 und 1985 ein Neubau des Rathauses gebaut. Fünf Jahre nach dem Konkurs der Hümmer-Bräu erwarb die Gemeinde 1986 das Betriebsgelände. Es erfolgte der Umbau zum Bauhof der Gemeinde. 1990 ging die Gemeinde eine Partnerschaft mit der französischen Gemeinde Equemauville in der Normandie ein. Beim Wettbewerb „Unser Dorf soll schöner werden – unser Dorf hat Zukunft“ im Jahr 2005 wurde Dingolshausen Kreissieger. 2006 erhielt die Gemeinde die Silbermedaille beim Wettbewerb „Unser Dorf soll schöner werden - unser Dorf hat Zukunft“ auf Bezirksebene.
Quellennachweis:

### Eingemeindungen
Im Zuge der Gebietsreform in Bayern wurde am 1. Mai 1978 wurde die bis dahin selbständige Gemeinde Bischwind eingegliedert.

### Einwohnerentwicklung
Im Zeitraum 1988 bis 2018 stieg die Einwohnerzahl von 1113 auf 1315 um 202 Einwohner bzw. um 18,2 %.
Quelle: BayLfStat

## Politik

### Bürgermeisterin
Nicole Weissenseel-Brendler (Christliche Wählergruppe Bischwind) steht seit 1. Mai 2020 an der Spitze der Gemeinde. Sie wurde am 15. März 2020 mit 65,7 % der Stimmen gewählt, die Wahlbeteiligung betrug 80,97 %. Ihr Vorgänger war vom 1. Mai 1996 bis 30. April 2020 Lothar Zachmann (Bürgerblock/Freie Wählergemeinschaft), er kandidierte 2020 nicht mehr.
Frühere Bürgermeister:
- bis 1996: Erwin Loos

### Gemeinderat
Die Kommunalwahlen 2002 bis 2020 führten zu den folgenden Sitzverteilungen im Gemeinderat:
|                                      | 2002 | 2008 | 2014 | 2020 |
| ------------------------------------ | ---- | ---- | ---- | ---- |
| Bürgerblock/Freie Wählergemeinschaft | 10   | 10   | 10   | 9    |
| Christliche Wählergruppe Bischwind   | 2    | 2    | 2    | 3    |
| Gesamt                               | 12   | 12   | 12   | 12   |

### Wappen
| Wappen von Gemeinde Dingolshausen | Blasonierung: „In Gold eine grüne Weinrebe mit zwei grünen Trauben und zwei grünen Blättern.“ |
| Wappen von Gemeinde Dingolshausen | Wappenbegründung: Der Würzburger Fürstbischof Friedrich von Wirsberg verlieh dem Ort mit Privileg von 1561 ein Wappen, das ähnlich auch in den späteren Dorfsiegeln stand: in Rot eine Weinrebe mit zwei grünen Trauben und zwei grünen Blättern und mit der Umschrift Sigillum des Raths zu Dingolshausen. Das Wappen geriet in Vergessenheit. Die Gemeinde wünschte 1936 die Wiederannahme des Wappens. Sie erfolgte 1957. Da man damals der Meinung war, dass die Farbenfolge unheraldisch ist, hat man die Feldfarbe in Gold verändert, ohne Angabe von weiteren Gründen. Die Weinrebe steht wohl für den Weinbau im Gemeindegebiet. |

### Partnergemeinde
- Equemauville in Frankreich, Normandie, seit 1990

## Kultur und Sehenswürdigkeiten

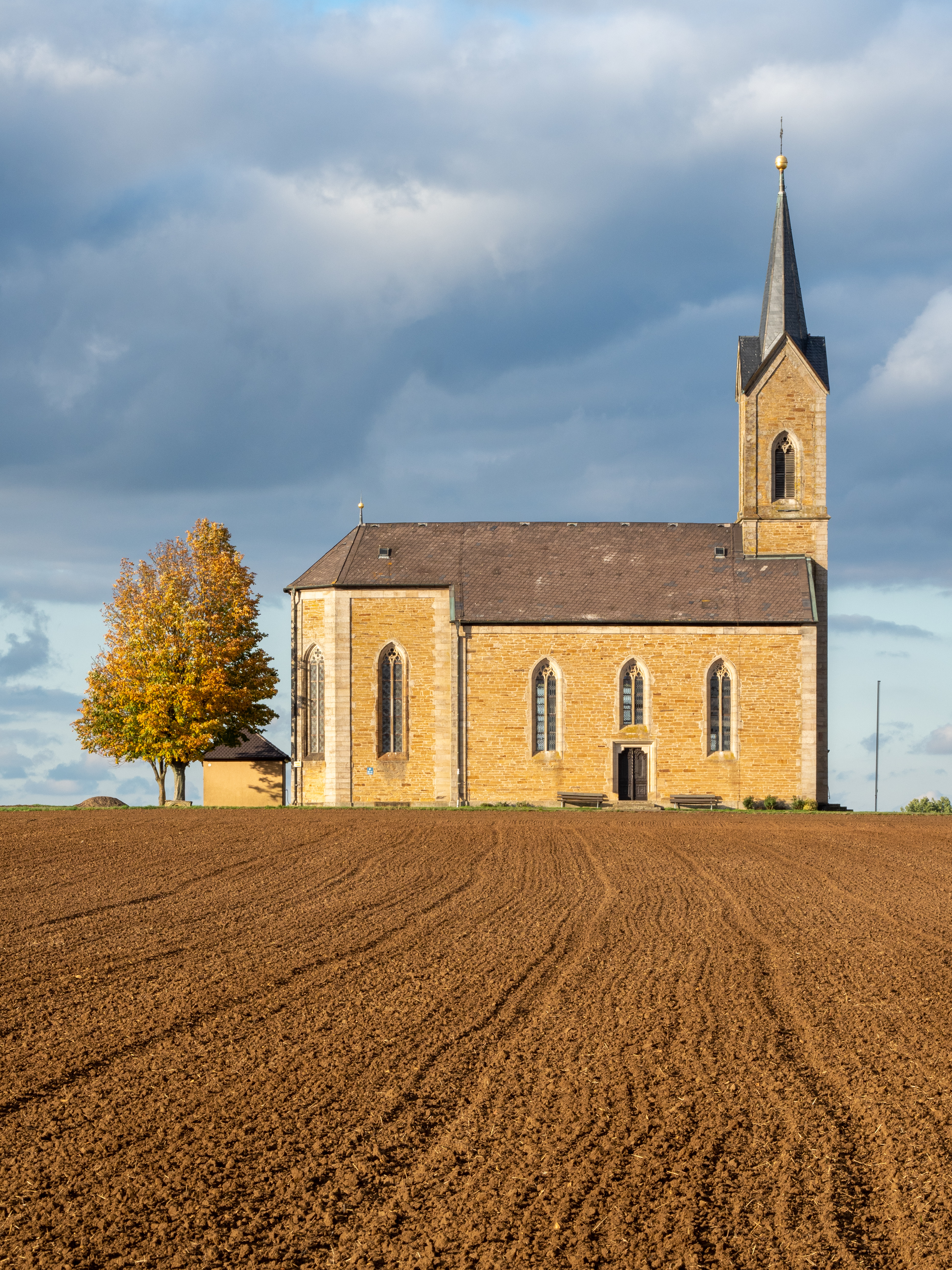
Wallfahrtskapelle Maria Helferin

Dingolshausen ist Ausgangspunkt für landschaftlich reizvolle Rad- und Wandertouren von der Stollburg bis zum Zabelstein.

### Bauwerke
Auf einer Anhöhe am Ortsrand von Bischwind befindet sich die weithin sichtbare Wallfahrtskapelle Maria Helferin. Zudem gibt es die Katholische Kirche St. Wendelin in Bischwind und die Katholische Kirche St. Laurentius und St. Sebastian in Dingolshausen.

### Regelmäßige Veranstaltungen
Bekannte Veranstaltungen sind das jährliche Dingolshäuser Weinfest, die Spaßmeile (alle drei Jahre), der Historische Weinmarkt in den Jahren, in denen keine Spaßmeile durchgeführt wird, das Kapellenfest in Bischwind Ende Juli bzw. Anfang August und die Kirchweih in beiden Teilorten.

## Wirtschaft und Infrastruktur
2017 gab es in der Gemeinde 215 sozialversicherungspflichtige Arbeitsplätze. Von der Wohnbevölkerung standen 548 Personen in einem versicherungspflichtigen Beschäftigungsverhältnis. Damit war die Zahl der Auspendler um 333 Personen größer als die der Einpendler. 16 Einwohner waren arbeitslos. 2016 gab es 19 landwirtschaftliche Betriebe.

### Weinbau
Der Weinbau hat in der Gemeinde eine lange Tradition. Einer der bekanntesten Weine ist der Köhler. Er hat seinen Namen von einer alten Flurlage, die als erster Rebenstandort der Gemeinde gilt. Der Sage nach pflanzte dort ein Köhler am Rand des Steigerwaldes den ersten Rebstock.
Inzwischen wächst in beiden Gemeindeteilen auf verschiedenen Flurlagen und auf rund 30 Hektar ein für Keuperboden typisch gehaltvoller Steigerwaldwein. Vielseitig sind nicht nur die Rebsorten, die von den klassischen Sorten Müller-Thurgau, Silvaner und Bacchus über Kerner bis hin zum Portugieser-Rotwein reichen.
Neben herkömmlichen Qualitätsweinen produzieren die Winzer Prädikatsweine Kabinett und Spätlese bis hin zur Auslese, ausgezeichnet mit zahlreichen Bronze- und Silbermedaillen der fränkischen und deutschen Weinprämierung, vereinzelt mit der höchsten Auszeichnung in Gold.

### Bildung
Im Gemeindeteil Dingolshausen gibt es einen Kindergarten; Träger ist der örtliche St.-Johannis-Verein. Für Kinder aus dem Gemeindeteil Bischwind besteht ein Bring- und Abholservice. Seit dem Jahr 2006 gibt es im benachbarten Gerolzhofen auch den Waldkindergarten im Mahlholz (Stadtwald von Gerolzhofen). Die Grundschüler aus dem Gemeindeteil Dingolshausen besuchen die Außenstelle der Grundschule Donnersdorf im Nachbarort Michelau im Steigerwald. Kinder aus dem Gemeindeteil Bischwind besuchen die Grundschule Donnersdorf. Hauptschüler besuchen von der fünften bis sechsten Jahrgangsstufe die Teilhauptschule in Traustadt, anschließend die Hauptschule in Gerolzhofen. Die nächste Realschule ist die staatliche Ludwig-Derleth-Realschule in Gerolzhofen. Das nächste Gymnasium ist das Franken-Landschulheim Schloss Gaibach, Außenstelle Gerolzhofen (nur Jahrgangsstufe 5 bis 10). Ab Jahrgangsstufe 11 besuchen Gymnasiasten entsprechend ihrer Fachrichtungswahl die Gymnasien in Gaibach (Stadtteil von Volkach), Wiesentheid oder Schweinfurt. Im benachbarten Gerolzhofen befinden sich außerdem Kinderkrippen und -horte, die Julius-Kardinal-Döpfner-Sprachförderschule, die auch für Dingolshausen zuständige Volkshochschule (VHS), sowie eine Außenstelle der Musikschule Schweinfurt.

### Verkehr
Durch Dingolshausen verläuft die Staatsstraße 2274, die den nördlichen Steigerwald an das Mittelzentrum Gerolzhofen anbindet. Über die Anschlussstelle Gerolzhofen-Süd der Bundesstraße 286 besteht Anschluss an das deutsche Bundesfernstraßennetz. Die Autobahnen A 3 und A 70 sind ab dort kreuzungsfrei erreichbar.
Der Gemeindeteil Dingolshausen ist über die ÖPNV-Buslinie 9307 an die Nachbarorte Gerolzhofen und Michelau im Steigerwald, sowie mit Umstiegen auch mit dem ca. 20 Kilometer entfernten Oberzentrum Schweinfurt verbunden. Die ÖPNV-Verbindungen sind allerdings für den Schülerverkehr und bestimmte Berufsverkehre optimiert, für Reisende aber ungünstig terminiert.
Eine direkte ÖPNV-Verbindung in beide Richtungen zwischen den beiden Ortsteilen Bischwind und Dingolshausen besteht nicht. Mit Umsteigen in Gerolzhofen ist eine Fahrt pro Tag mit einer Dauer von ca. 20 Minuten möglich, ansonsten erfolgt der Transport mit sehr großen Umwegen und dauert ca. 4 Stunden.
Über Schweinfurt Hauptbahnhof (~20 km) und dem Bahnhof in Haßfurt (~15 km) existiert Anschluss an das Bahnnetz.
Ein überörtliches ausgeschildertes Radwegenetz ist in der Region weitgehend verfügbar. In den beiden Teilorten Dingolshausen und Bischwind ist das Fahrradfahren auf Grund der kompakten Siedlungsflächen und der geringen Verkehrsstärke ohne Probleme möglich. Vorhandene innerörtliche Steigungen auf Grund der Senkenlage sind für Alltagsfahrradfahrer ohne große Anstrengungen zu bewältigen. Zwischen Dingolshausen und den Orten Gerolzhofen und Michelau sowie zwischen Bischwind und Vögnitz bestehen direkte Fahrradwege.

### Kommunikationsnetze
Im Gemeindeteil Dingolshausen steht VDSL mit bis zu 100 Mbit/s zur Verfügung, im Gemeindeteil Bischwind VDSL mit bis zu 250 Mbit/s.
Aufgrund der Lage in einer Senke ist der Mobilfunkempfang im Ortskern Dingolshausens zum Teil stark eingeschränkt. Seit dem Jahr 2020 betreibt die Deutsche Telekom
einen Sender am Rand des Gemeindeteils Dingolshausen. In den höher gelegenen Bereichen Dingolshausens sind auch die Mobilfunk-Netze von Telefónica und Vodafone zumindest mit UMTS-Qualität verfügbar.
Fernsehempfang ist in Dingolshausen teilweise über DVB-T2 (lediglich eine Auswahl öffentlich-rechtlicher Sender) mittels Dachantenne, Satellit und IPTV möglich, es existiert kein Kabelfernsehen-Netz.

### Nahversorgung
Der Erwerb von Waren des täglichen Bedarfs ist in Dingolshausen schwer möglich.
Im Gemeindeteil Dingolshausen gibt es nur eine Bäckerei und zwei Metzgereien. Das letzte Lebensmittelgeschäft schloss in den 1990er Jahren. Der Einzelhandel im benachbarten Gerolzhofen füllt diese Lücke weitgehend.

## Persönlichkeiten

### Söhne und Töchter der Gemeinde
- Richard Gress (* 1970), Dokumentarfilmer

### Ehrenbürger
- 2009: Erwin Loos, Bürgermeister a. D.